# Bonaventura Genelli

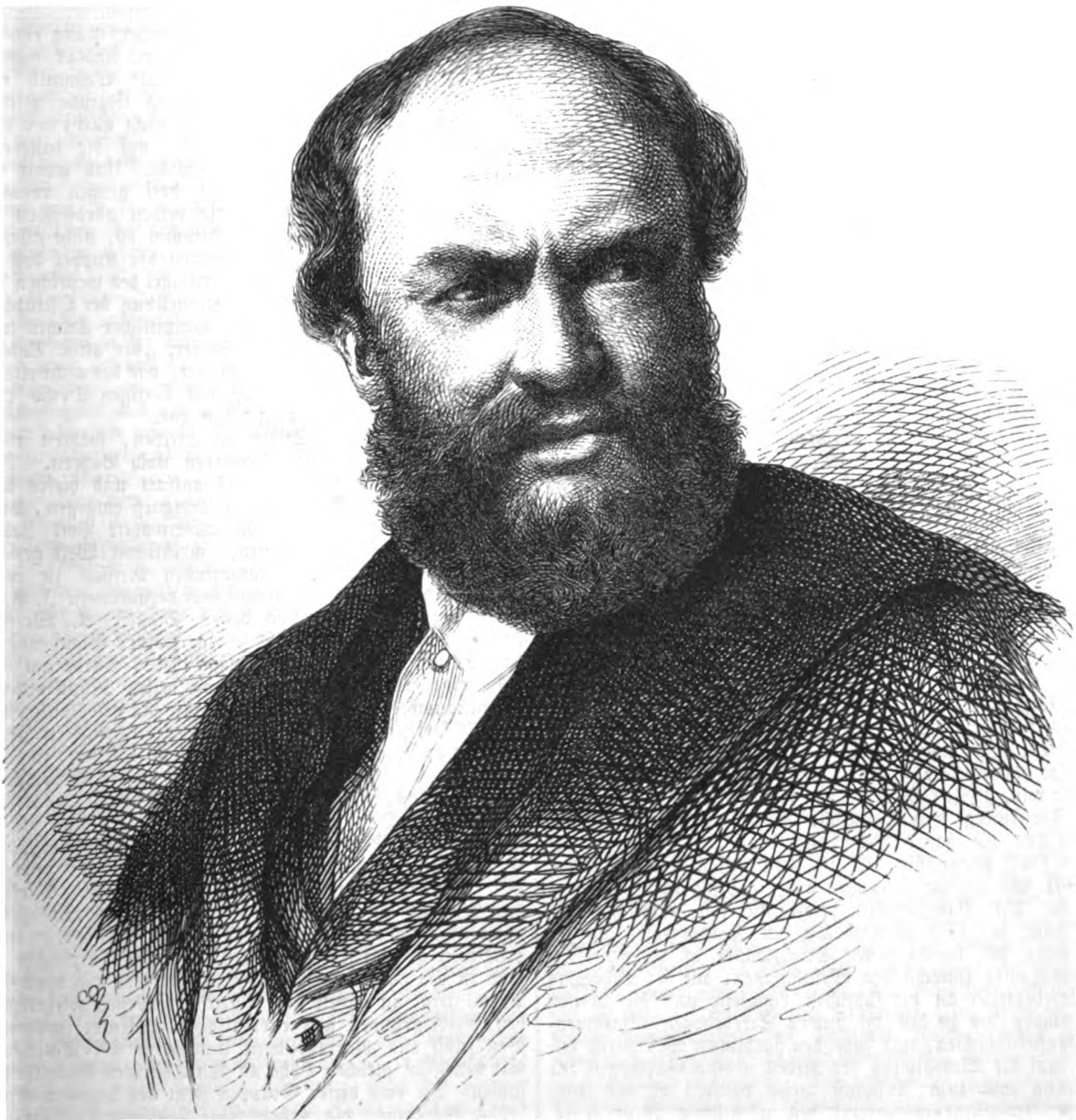
Bonaventura Genelli, Grafik von Adolf Neumann, 1864

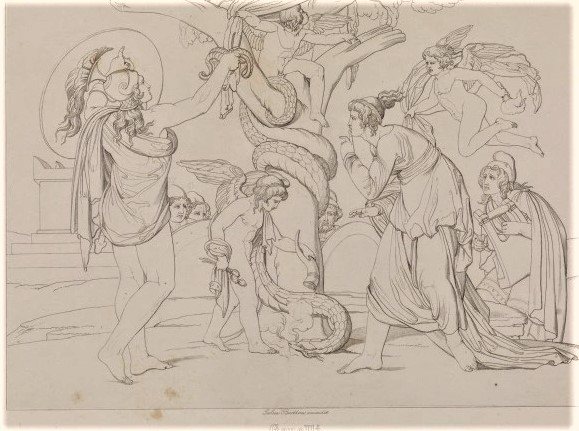
B.Genelli, Jason und Medea rauben das Goldene Vlies

Bonaventura Genelli (* 28. September 1798 in Berlin; † 13. November 1868 in Weimar, auch Buonaventura Genelli) war ein deutscher Maler und Grafiker mit italienischen Vorfahren.

## Leben und Werk
Bonaventura Genelli war der erste von vier Söhnen des Landschaftsmalers Janus Genelli. Die Familie Genelli war mit Carl von Brühl befreundet und suchte diesen auch in Seifersdorf (Wachau) auf. Carl von Brühl übernahm 1803 die Patenschaft von Bonaventura.
Er erhielt den ersten Unterricht von seinem Vater und besuchte ab 1814 die Berliner Akademie, wo er unter anderem von Gottfried Schadow und Johann Erdmann Hummel unterrichtet wurde. Auch Friedrich Bury nahm sich dort seiner an. Den entscheidenden Einfluss aber empfing er durch seinen genialen Onkel, den Architekten Hans Christian Genelli. Er wurde ein Zeichner antik-mythologischer Themen und ein Porträtmaler.
Von 1822 bis 1832 weilte er in Rom, wo er Kontakte zu den dort lebenden deutschen Künstlern pflegte und sich dem Studium antiker Dichter und italienischer Renaissancekünstler widmete. Namentlich schloss er sich dort Joseph Anton Koch und Maler Müller an, und Asmus Jakob Carstens wurde sein Vorbild. Er entwickelte bald eine sehr bedeutende Produktionskraft, kam jedoch im Übermaß der Schaffenslust nicht zu ausgereiften Schöpfungen, zumal er der Ölmalerei ablehnend gegenüberstand.

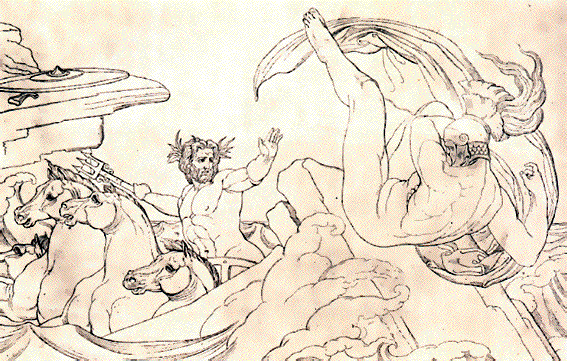
Poseidon tötet Ajax den Kleinen, Zeichnung von Bonaventura Genelli

Aus bedrängten Verhältnissen rief ihn 1832 ein Auftrag von Hermann Härtel nach Leipzig, wo er dessen Römisches Haus mit Fresken mythologischen Inhalts dekorieren sollte, doch war er dieser Aufgabe nicht gewachsen. Er führte nur zwölf Zwickelgemälde aus, die Liebesgötter bei verschiedenen Spielen zeigten, und hatte für den Plafond des Saals nur Skizzen geliefert, als er sich mit dem Auftraggeber entzweite und die Arbeit unterbrach.

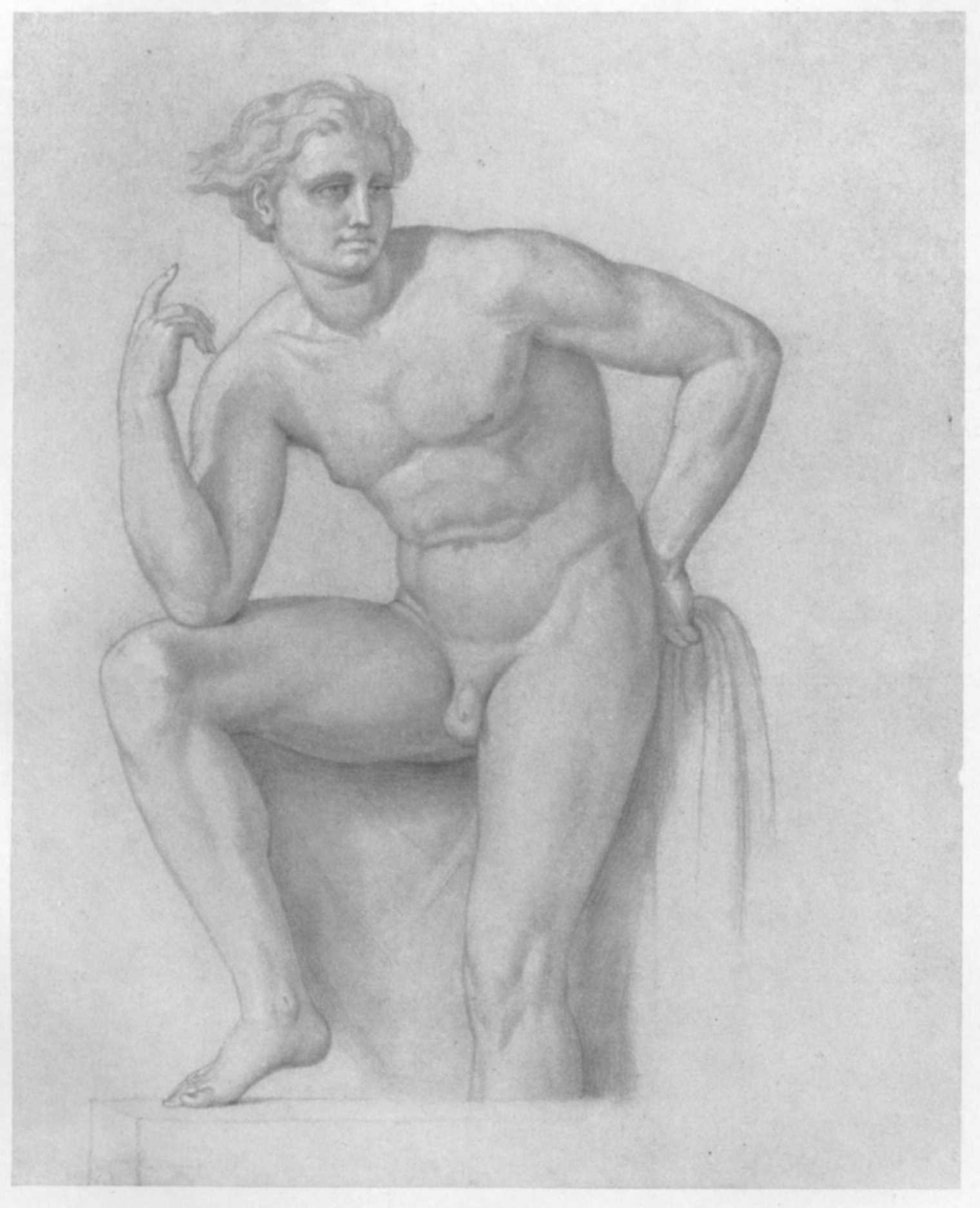
Aktstudie

Verzweifelt ging Genelli 1836 nach München, wo er seitdem seinen Wohnsitz hatte, um dort künstlerische Aufträge zu finden. Doch daraus wurde lange Jahre nichts. Er war vor allem Zeichner; seine teils in Aquarell ausgeführten, teils mit der Feder entworfenen Zeichnungen fanden zwar manchen Bewunderer, aber selten Abnehmer und füllten nur seine eigenen Mappen.
So war das Vierteljahrhundert seines Aufenthalts in München eine trübe und entbehrungsvolle Zeit für ihn. Anklang fanden später dann vor allem seine Illustrationen zu mythologischen Themen aus der klassischen Literatur. So entstanden damals auch jene zyklischen Kompositionen, die später als Stiche vervielfältigt worden sind: so die Umrisszeichnungen zu Homer in 48 Blättern (von Hermann Schütz gestochen); die Umrisse zu Dantes „Göttlicher Komödie“ (36 Blätter, von Schütz gestochen); das Leben einer Hexe (10 Blätter, von Merz und Gonzenbach gestochen, mit Text von Ulrici); das Leben eines Künstlers (24 Kompositionen, gestochen von Merz, Gonzenbach u. a.) und das Leben eines Wüstlings, das letztere in mehrfachen Wiederholungen (lithographiert von G. Koch).
Zu den Merkmalen dieser Werke zählen eine von altgriechischem Geiste getränkte Sinnlichkeit, titanische Kraft, ein grandioses, freilich oft überkühnes und ausschweifendes Formgefühl und ein die rhythmische Schönheit beherrschendes Kompositionstalent.
Ebenso zahlreich waren die einzelnen Blätter, die zum großen Teil aus seinem Nachlass in die Wiener akademische Sammlung (284 Blätter) gelangt sind.
Erst 1859 erhält er einen Ruf des Großherzogs Karl Alexander nach Weimar, wo er in freier Tätigkeit seine Kunst ausüben konnte. Mit seiner Übersiedelung nach Weimar endete seine materielle Not, aber in der Hauptsache auch seine Erfindungskraft, denn er war jetzt vorzugsweise damit beschäftigt, schon früher gefertigte Kompositionen für Graf Adolf Friedrich von Schack in München in Öl auszuführen. Bis zu seinem Lebensende – er starb am 13. November 1868 in Weimar – arbeitete er für den Grafen. Befreundet war Genelli unter anderem mit dem italienischen Kunsthistoriker Giovanni Morelli. Eine Gedenktafel für Genelli in Weimar befindet sich am Haus Marktstraße 14. Eine weitere Gedenktafel in Weimar, wo auch sein Name erwähnt ist, befindet sich im Jägerhaus.

## Familie
Am 14. April 1834 heiratete Bonaventura Genelli in Schkeuditz die Lehrerstochter Caroline Kübler (1808–1880). Sie hatten die Tochter Gabriele (1836–1879), die Schauspielerin wurde, den Sohn Camillo (1840–1867), der Zeichner und Maler wurde und die Tochter Laetitia (1844–1899), die den großherzoglichen Sekretär in Weimar,  John Marshall, einen Bruder des Malers James Marshall, heiratete.

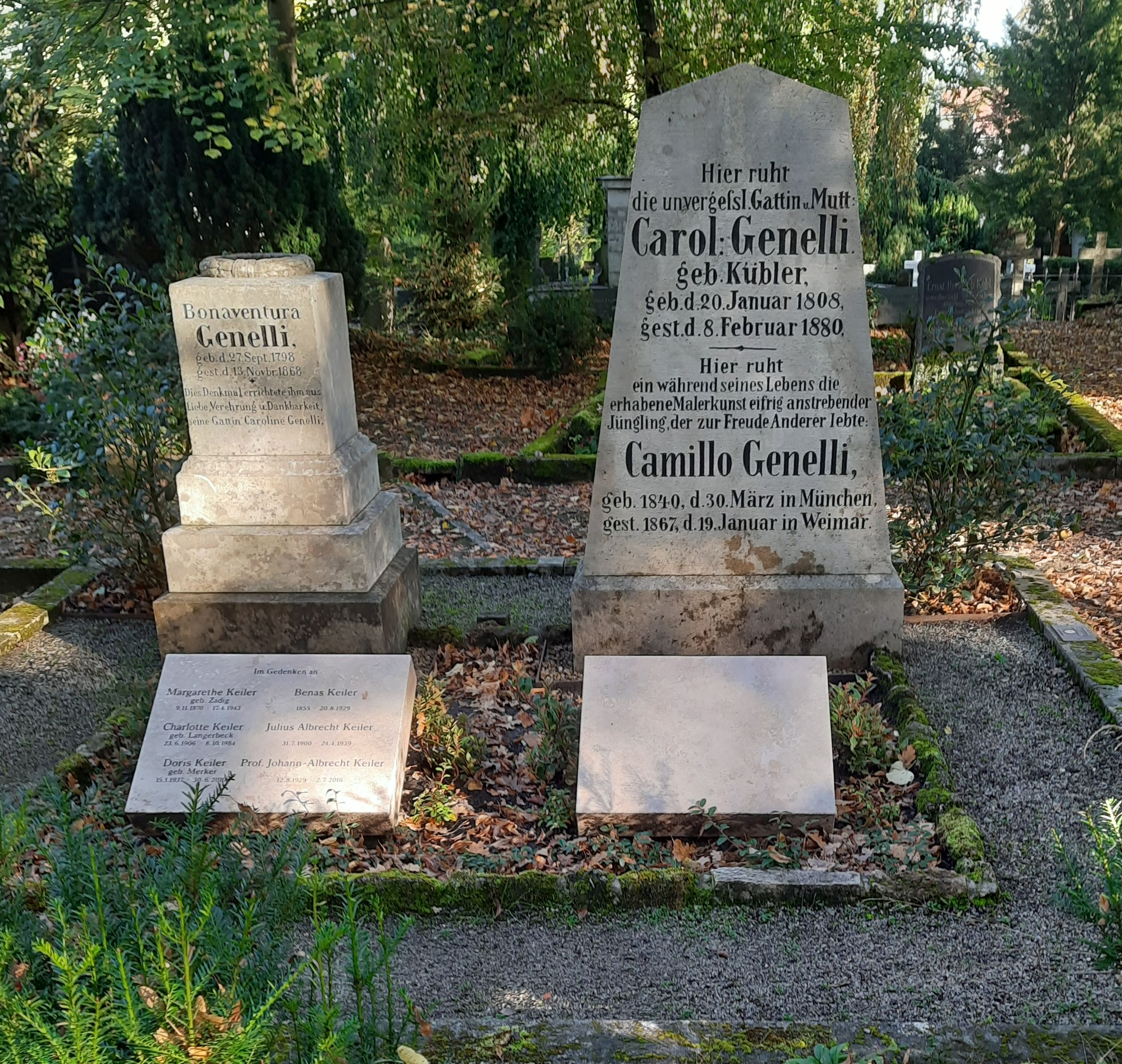
Grabanlage Genelli auf dem Historischen Friedhof Weimar

## Werke

### Malerei

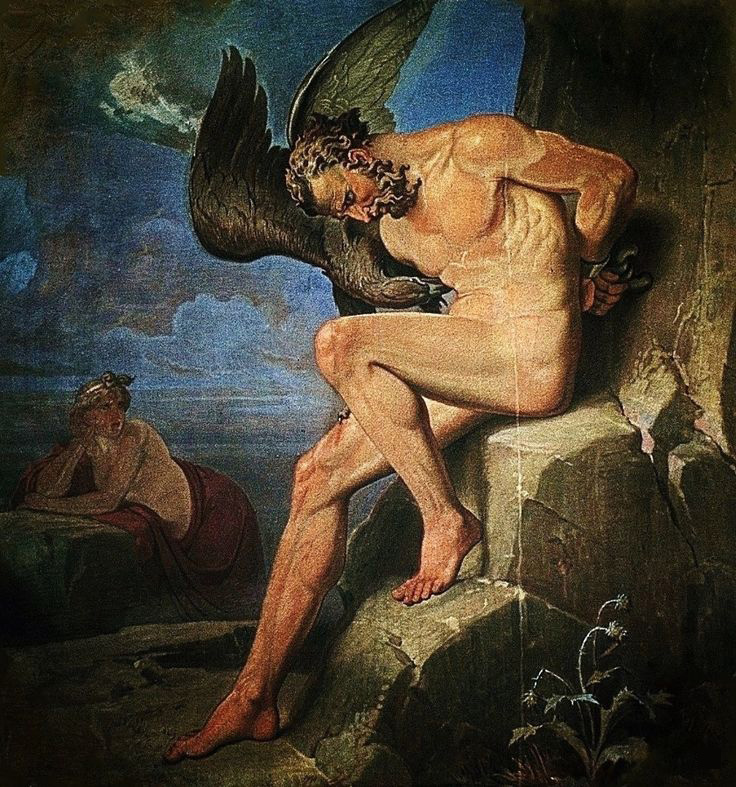
Prometheus, 1850, Neues Museum Weimar

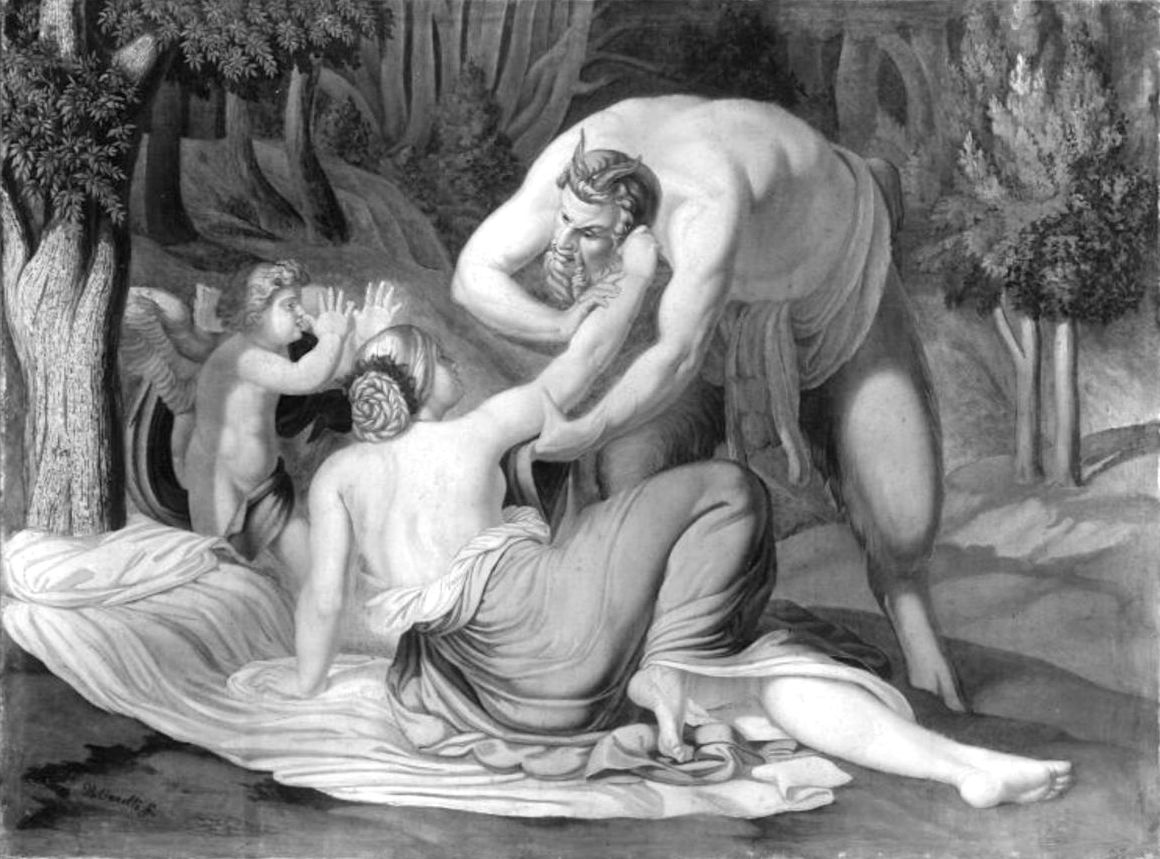
Satyr, Nymphe und Amor, um 1845/50

- Wandmalereien im Niobidensaal des Neuen Museum (Berlin), ausgeführt durch Wilhelm Peters (um 1850):
  - Die Erziehung des Achilles durch Chiron
  - Orpheus in der Unterwelt
  - Prometheus
  - Dädalus fertigt die Flügel für Ikarus an
- Raub der Europa, 1860
- Herakles Musagetes, vor Omphale seine Taten singend
- Abraham, welchem Engel die Geburt Isaaks verkünden, (1862)
- Lykurgos, von den Bacchantinnen in den Tod gehetzt, (1863)
- Vision des Hesekiel, (1864)
- Theatervorhang (1864–1866), Öl auf Leinwand, 236 × 320,5 cm, Schackgalerie, München
- Bacchus unter den Musen, (1868)
- Bacchus, an den Seeräubern Rache nehmend, (unvollendet)

### Illustrationen (Auswahl)
Zeichnungen und grafische Folgen mit mythologischen und historischen Themen:
- Illustrationen zu Homer: Ernst Förster (Hrsg.): B. Genelli's Umrisse zum Homer. Cotta, Stuttgart 1866 (Digitalisat).
- Jason und Medea rauben das Goldene Vlies (s. auch Digitalisat)
- Illustrationen zu Dantes Göttlicher Komödie. In: Karl Witte (Hrsg.): Dante Alighieri. Die göttliche Komödie. Askanischer Verlag, Berlin 1921 (532 S.).